# Phineas Fletcher
Phineas Fletcher (Cranbrook, 1582 – Hilgay, 1650) è stato un poeta scozzese.
Figlio di Giles Fletcher il Vecchio e fratello di Giles Fletcher il Giovane, fu acceso avversario dei gesuiti e autore del poema Venere ed Anchise (1628).
Nello stile chiosò Edmund Spenser.